# Dolînka, Huleaipole
Dolînka (în ucraineană Долинка) este localitatea de reședință a comunei Dolînka din raionul Huleaipole, regiunea Zaporijjea, Ucraina.

## Demografie
Componența lingvistică a localității Dolînka
     Ucraineană (97,18%)
     Rusă (2,63%)
Conform recensământului din 2001, majoritatea populației localității Dolînka era vorbitoare de ucraineană (97,18%), existând în minoritate și vorbitori de rusă (2,63%).